# Мезонінна конструкція

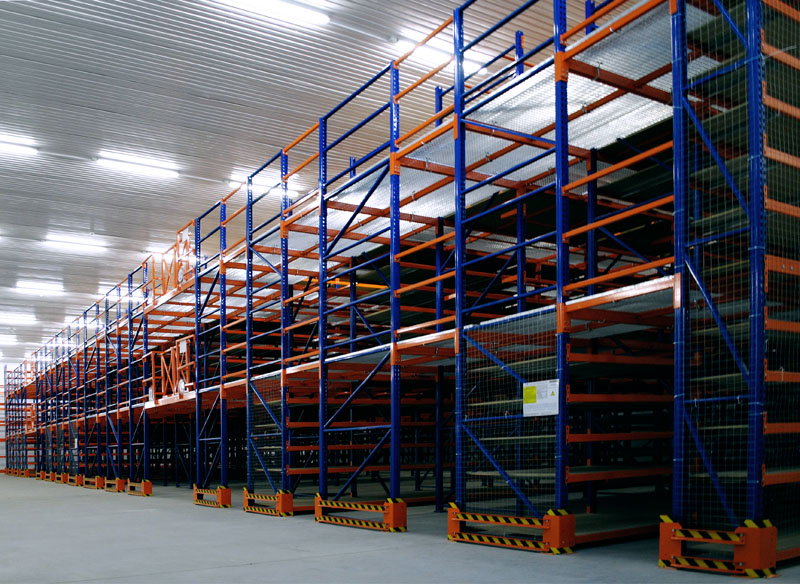
Багатоярусна стелажна система

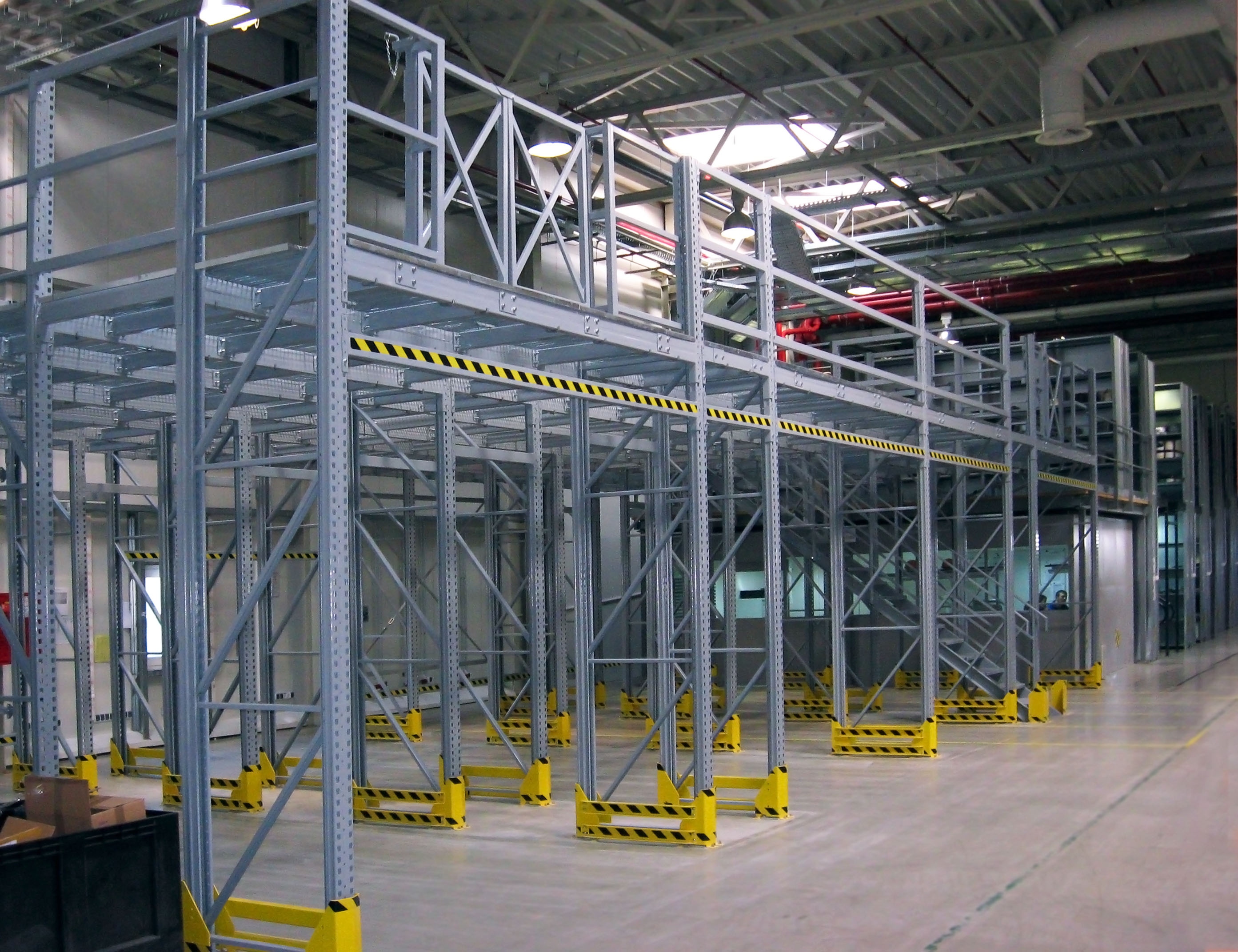
Мезонін на платформі

Мезонінна конструкція (від італ. mezzanine — напівповерх, надбудова, мезонін) — це система стелажів зі сходовими прольотами і переходами, що має декілька ярусів (поверхів) для розміщення будь-яких вантажів. Мезоніни були розроблені для максимального використання висоти приміщення за рахунок збільшення поверховості складу.
Вони бувають двох основних типів конструкцій:
- багатоярусні системи стелажів;
- мезоніни на платформі.

В мезонінах можливе суміщення стелажів будь-якого типу: палетних, консольних, поличкових. Вони дають можливість працювати одночасно на декількох рівнях, даючи швидкий доступ до будь-якого товару на будь-якому рівні і забезпечуючи раціональну організацію складських потоків. Підйом співробітників на верхні поверхи мезоніну здійснюється за допомогою сходів, оснащених поручнями. Для завантаження товарів на верхні поверхи мезоніну використовуються підйомні механізми (підйомні столи), ліфтове обладнання або складську техніку (штабелери, навантажувачі).
Також на мезонінах можна розміщувати технологічне (виробниче) обладнання, офісні та торгові приміщення, його можна використати як підвищений оглядовий майданчик.
При виготовленні мезонінних конструкцій віддається перевага високоякісній сталі. З даного матеріалу створюються надійні та стійкі стелажі, на яких можна розміщувати багато товарів. Головні деталі складноорганізованих систем:
- вертикальні стійки — опора, від міцності якого залежить довговічність і стійкість стелажа. Від довжини таких виробів залежить висота майбутнього металевого комплексу. Максимальний показник становить 12 метрів;
- горизонтальні балки — на них накладається навантаження. Їх основним показником є міцність. Балки навішуються між рамами. Для цього в вертикальних стійках передбачаються перфоровані отвори. Надалі на балках розміщуються настили;
- розкоси — елементи, за допомогою яких збільшується жорсткість поверхової системи. Це діагональні розкоси, для яких характерні високі експлуатаційні властивості. Вони використовуються для з'єднання вертикальних стійок і зміцнення мезоніном конструкції;
- сходи з перилами — надійні вироби, які виконують важливу функцію. Вони забезпечують підйом працівників складу наверх. Сходи виготовляються з сітчастих панелей або з рифлених листів[1].